# 小行星2185
小行星2185（2185 Guangdong）是一顆以中國廣東省命名的小行星。

## 概述
小行星2185是由紫金山天文台於1965年11月20日發現的。

## 基本參數
- 名稱: 2185 廣東 (1965 WO)

### 軌道根數
- 日期: 2453200.5 (中國時間2004年7月14日08時00分00秒，歷書時)
- 偏心率: 0.1625651
- 升交點黃經: 60.84496°
- 軌道半徑: 2.7080662天文單位
- 公轉週期: 4.4565地球年
- 近日點日距: 2.2678291天文單位
- 近日點角距: 262.04404°
- 黃經平均變化率: 0.221164°/天
- 近日點日期: 2451723.3794313 (中國時間2000年6月28日05時06分23秒，歷書時)
- 軌道傾角: 9.59197°
- 遠日点日距: 3.14830325天文單位

## 請參見
- 廣東

| 前一小行星： 小行星2184 | 小行星列表 | 後一小行星： 小行星2186 |